# Gmina Szczerców
Gmina Szczerców là một gmina nông thôn (khu hành chính) ở quận Bełchatów, Łódź Voivodeship, ở miền trung Ba Lan.  Khu vực hành chính của nó là làng Szczerców, nằm khoảng 18 kilômét (11 mi) về phía tây Bełchatów và 56 km (35 mi) về phía tây nam của thủ phủ khu vực Łódź.
Gmina có diện tích 128,91 kilômét vuông (49,8 dặm vuông Anh), và tính đến năm 2006, tổng dân số của nó là 7.582 người.

## Làng
Gmina Szczerców bao gồm các làng và các khu định cư như Bednarze, Borowa, Brzezie, Chabielice, Chabielice-Kolonia, Dubie, Dzbanki, Firlej, Grabek, Grudna, Janówka, Józefina, Kieruzele, Kolonia Szczercowska, Kościuszki, Kozłówki, Krzyżówki, Kuźnica Lubiecka, Leśniaki, Lubiec, Lubośnia, Magdalenów, Marcelów, Młynki, Niwy, Osiny, Osiny-Kolonia, Parchliny, Podklucze, Podżar, Polowa, Puszcza, Rudzisko, Stanisławów Drugi, Stanisławów Pierwszy, Szczerców, Szczercowska Wies, Szubienice, Tatar, Trakt Puszczański, Żabczanka, Zagadki, Załuże và Zbyszek.

## Gminas lân cận
Gmina Szczerców giáp với gmina khác như Kleszczów, Kluki, Rusiec, Rząśnia, Sulmierzyce, Widawa và Zelów.